# Taschen

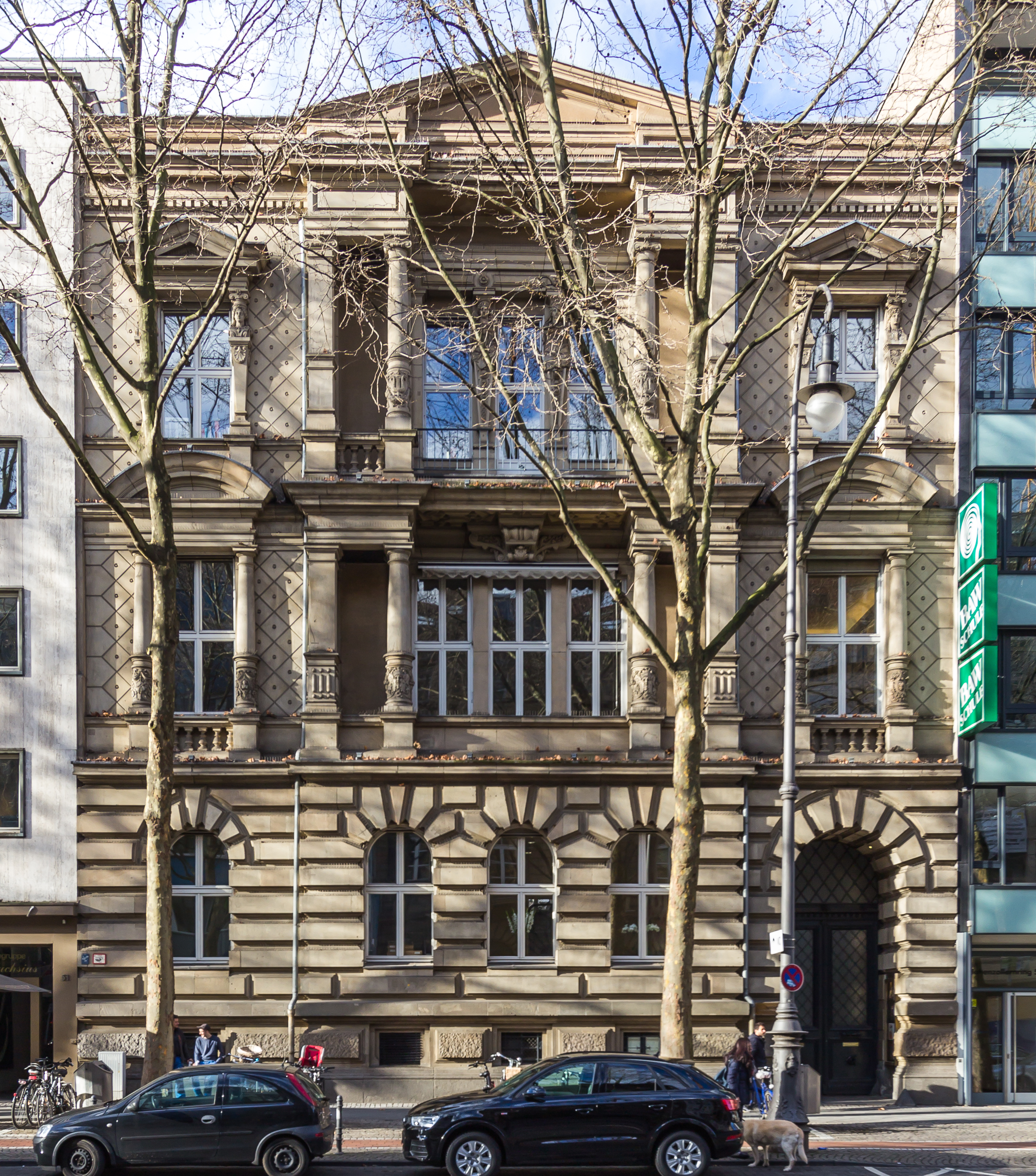
Siedziba wydawnictwa w Kolonii

Taschen – niemieckie wydawnictwo założone w 1980 roku w Kolonii przez Benedikta Taschena. Jest największym na świecie sprzedawcą książek poświęconych sztuce. Ma własną sieć księgarń na trzech kontynentach.

## Historia i działalność
Benedikt Taschen (ur. 1961) założył wydawnictwo, aby sprzedać swoje obszerne zbiory komiksów. Po pięciu latach postanowił, że jego wydawnictwo będzie specjalizować się w książkach poświęconych sztuce. W roku 1986 pracę u Taschena na stanowisku redaktorki rozpoczęła Angelika Herbert (ur. 1959). Wspólnie z Benediktem Taschenem przekształcili oni wydawnictwo w światową markę sprzedając po 20 milionów książek rocznie. W 1990 Angelika Herbert została redaktorką naczelną a w 1996 wyszła za Benedikta Taschena przyjmując jego nazwisko. Jako Angelika Taschen przyczyniła się bardzo do rozwoju wydawnictwa. W 2004 Angelika i Benedikt Taschen rozwiedli się a w 2010 Angelika zakończyła współpracę z wydawnictwem.
Dzisiaj (2024) wydawnictwo Taschen ma własną sieć księgarń pod nazwą "Taschen-Stores", działających w Amsterdamie, Berlinie, Beverly Hills, Brukseli, Hamburgu, Hollywood, Kolonii, Kopenhadze, Londynie, Miami, Nowym Jorku oraz Paryżu.

## Profil wydawniczy
Zakres tematyczny wydawnictw Taschena to: architektura, sztuka, klasyka, serie kolekcjonerskie, design, moda, film, podróże, fotografia, popkultura oraz wydawnictwa erotyczne.

### Popularne serie wydawnicze
- Seria "Basic Architecture" – 96-stronicowe książki o wymiarach 18,5 × 23 cm, w cenie 6,99 funta o najważniejszych dziełach różnych architektów. Każda książka zawiera ok. 120 ilustracji (fotografii, szkiców, planów), esej wstępny o życiu i twórczości danego architekta, przegląd jego najważniejszych dziel w porządku chronologicznym, listę dzieł, biografię i bibliografię[5]
- Seria "Basic Art" – 96-stronicowe książki o wymiarach 18,5 × 23 cm, w cenie 6,99 funta o najważniejszych dziełach różnych artystów. Każda książka zawiera chronologię życia i twórczości danego artysty, omawia jego kulturalne i historyczne znaczenie oraz prezentuje ok. 100 kolorowych ilustracji wraz z komentarzem,[6]
- Seria "Basic Genre" – 96-stronicowe książki o wymiarach 18,5 × 23 cm, w cenie 6,99 funta poświęcone różnym gatunkom sztuki (m.in. sztuka afrykańska, ekspresjonizm, Brücke, Prerafaelici, ikony)[7]
- Seria "Taschen 25" – zróżnicowane cenowo i objętościowo książki o różnorodnej tematyce (głównie sztuka, poza tym m.in.: moda, wzornictwo, dekoracja wnętrz, fotografia, film, geografia)[8]
- Seria "Architecture Now" - seria 10 książek poświęconych architekturze współczesnej
- Seria "Bibliotheca Universalis" — książki o wymiarach 14 x 19.5 cm, w przystępnej cenie poświęcone wszystkim zakresom tematycznym wydawnictwa.

Oprócz sprzedaży stosunkowo niedrogich książki o sztuce, Taschen stał się znany ze sprzedaży w głównych księgarniach pozycji dostępnych wcześniej jedynie w bardzo ograniczonym zakresie. Spektrum tego typu wydawnictw obejmuje albumy poświęcone fetyszyzmowi, tematyce gejowskiej i erotycznej, pisma dla mężczyzn oraz pornografię.

### "Sumo"
W 1999 Taschen opublikował unikalne wydawnictwo zatytułowane "Sumo" – 30-kilogramową, 464-stronicową książkę o wymiarach 50 × 70 cm, zawierającą fotografie aktów wykonane przez mistrza tego gatunku Helmuta Newtona. Książka została wydana w nakładzie 10000 egzemplarzy, ponumerowanych i podpisanych przez artystę. Do jej prezentacji specjalną podstawę zaprojektował Philippe Starck. Kosztująca 9000 funtów książka została określona jako największe i najdroższe wydawnictwo książkowe w XX wieku..

### "GOAT"
W 2003 Taschen opublikował kolejne tego typu wydawnictwo, "GOAT (GREATEST OF ALL TIME) – A Tribute to Muhammad Ali" poświęcone jednemu z najbardziej znanych bokserów w historii, Muhammadowi Alemu. 830-stronicowa książka miała wymiary 50 × 50 cm i ważyła 29 kg. Książka kosztowała 7500 euro (nakład 1000 egzemplarzy) lub 3000 euro (nakład 9000 egzemplarzy).